# Onthophagus subextensus
Onthophagus subextensus là một loài bọ cánh cứng trong họ Bọ hung (Scarabaeidae).